# Bathypogon rufitarsus
Bathypogon rufitarsus är en tvåvingeart som beskrevs av Hull 1958. Bathypogon rufitarsus ingår i släktet Bathypogon och familjen rovflugor. Inga underarter finns listade i Catalogue of Life.